# スオミ (小惑星)
スオミ (1656 Suomi) は、フィンランドの天文学者であるユルィヨ・バイサラによって1942年に発見された火星横断小惑星である。
名称は「フィンランド」の現地語での通称に由来しており、1976年2月20日に小惑星センターが発行した小惑星回報「M.P.C. 3932」にて正式に命名された。同じく「フィンランド」という言葉に由来した名称を持つ小惑星として (1453) フェンニア がある。

## 特徴
スオミは、太陽からの軌道長半径が約1.878 au、軌道離心率0.123のやや歪んだ楕円軌道を約2.6年かけて公転している。火星の軌道と交差する軌道を描いているため、火星横断小惑星に分類されており、また、スオミの公転周期は火星と共鳴関係にあることから、ハンガリア群と呼ばれる小惑星族にも属している。ハンガリア群に属する小惑星の多くはE型小惑星であることが知られているが、トーレンの分類上ではスオミはS型小惑星であると考えられている。
2004年に発表された、赤外線天文衛星IRASを用いて行われた観測の結果によるとスオミの直径は7.86 km、アルベド（反射能）は0.1556と測定されている。この直径は火星横断小惑星の中では比較的大きく、2021年7月時点で JPL Small-Body Database に登録されている中では17番目に大きな火星横断小惑星となっている。

### 衛星
2004年の観測ではスオミの周囲に衛星が存在する兆候は観測されず、その後も衛星の存在については否定的な観測結果が多かった。一方で2016年に、スオミの光度曲線の中に自転周期に由来していない12.60時間周期の変動が存在することが報告されたが、この時は衛星が存在していれば発生しうる明確な現象（衛星による食とスオミによる衛星の掩蔽）は確認されなかった。その後、スオミを1ヶ月以上に渡って追跡観測したところ、衛星の存在を示す観測結果が得られたという観測結果が2020年に発表された。この観測結果によると衛星はスオミの周囲を57.92 ± 0.03時間の周期で公転しており、スオミの減光の度合いからスオミと衛星の直径比は0.26 ± 0.02以上と推測されている。宇宙物理学者の Robert Johnson は衛星の直径を1.98 km以上、スオミからの軌道長半径を30 kmと推定している。